# Jordi Domenjó
Jordi Domenjó Cadefau (Barcelona, 24 de agosto de 1979) es un deportista español que compite en piragüismo en la modalidad de eslalon.
Ganó dos medallas de bronce en el Campeonato Mundial de Piragüismo en Eslalon en los años 2009 y 2010, y una medalla de bronce en el Campeonato Europeo de Piragüismo en Eslalon de 2000.

## Palmarés internacional
| Campeonato Mundial | Campeonato Mundial    | Campeonato Mundial | Campeonato Mundial |
| Año                | Lugar                 | Medalla            | Evento             |
| ------------------ | --------------------- | ------------------ | ------------------ |
| 2009               | Seo de Urgel (España) | Medalla de bronce  | C1 por equipos     |
| 2010               | Liubliana (Eslovenia) | Medalla de bronce  | C1 individual      |
| Campeonato Europeo |                       |                    |                    |
| Año                | Lugar                 | Medalla            | Evento             |
| 2000               | Mezzana (Italia)      | Medalla de bronce  | C1 por equipos     |